# Фридрих III (Велденц)
Вижте пояснителната страница за други личности с името Фридрих III.
Фридрих III фон Велденц (на немски: Friedrich III von Veldenz; * 1387; † 16 септември или 29 октомври 1444) от фамилията Геролдсек е от 1393 до 1444 г. граф на Велденц в днешен Рейнланд-Пфалц, Германия.

## Произход
Той е вторият син на граф Хайнрих III фон Велденц († 1389) и графиня Лорета фон Спонхайм-Щаркенбург († сл. 1364), дъщеря на Йохан III фон Спонхайм-Щаркенбург († 1398/1399) и пфалцграфиня Мехтхилд фон Пфалц при Рейн († 1375). Той последва през 1393 г. по-големия си брат граф Хайнрих IV († 1393).

## Фамилия
Фридрих III се жени на 25 март 1393 г. за графиня Маргарета фон Насау-Вайлбург († 22 януари 1427), дъщеря на граф Йохан I от Насау-Вайлбург († 1371) и Йохана фон Саарбрюкен († 1381), дъщеря наследничка на граф Йохан II фон Саарбрюкен († 1381). Те имат дъщеря:
- Анна фон Велденц (* ок. 1395; † 18 ноември 1439), единствена наследничка, омъжена 1409 г. за пфалцграф Стефан фон Пфалц-Зимерн-Цвайбрюкен († 1459).